# Grebiner See, Schluensee und Schmarkau
Grebiner See, Schluensee und Schmarkau este o arie protejată (arie specială de conservare — SAC, sit de importanță comunitară — SCI) din Germania întinsă pe o suprafață de 241 ha, integral pe uscat.

## Localizare
Centrul sitului Grebiner See, Schluensee und Schmarkau este situat la coordonatele 54°11′23″N 10°28′06″E / 54.1897°N 10.4683°E.

## Înființare
Situl Grebiner See, Schluensee und Schmarkau a fost declarat sit de importanță comunitară în septembrie 2004 pentru a proteja 4 specii de animale. Situl a fost protejat și ca arie specială de conservare în ianuarie 2010.

## Biodiversitate
Situată în ecoregiunea continentală, aria protejată conține 5 habitate naturale: Ape puternic oligomezotrofe cu vegetație bentonică cu Chara spp., Lacuri eutrofice naturale cu vegetație de tip Magnopotamion sau Hydrocharition, Fânețe de joasă altitudine (Alopecurus pratensis, Sanguisorba officinalis), Păduri de fag Luzulo-Fagetum, Păduri de fag Asperulo-Fagetum.
La baza desemnării sitului se află mai multe specii protejate:
- mamifere (1): vidră de râu (Lutra lutra)
- nevertebrate (2): Anisus vorticulus, Vertigo moulinsiana
- pești (1): Cobitis taenia Complex

Pe lângă speciile protejate, pe teritoriul sitului au mai fost identificate 2 specii de mamifere.